# Vinnie Mancini-Corleone
Vincent Mancini (1947. november 30.) A Keresztapa III. című film fiktív szereplője, aki Michael Corleone után vezeti a Család ügyeit, mint az új Keresztapa. A filmvásznon Andy Garcia alakította.

## Karaktere
Vincent Mancini Sonny Corleone és Lucy Mancini törvénytelen fia. A film ebben a vonatkozásban ellentmond a regénynek, hiszen abban szó sem esik arról, hogy Lucy Mancini terhes lenne.  Vincent sosem került közel a család ügyeihez, egészen 1979-ig, amikor is Michael Corleone a szárnyai alá veszi a forrófejű, nyughatatlan, de mindazonáltal tehetséges fiút. Vincent megmentette Michael életét, amikor bérgyilkosok törtek rá, és később bosszút is állt ezért. Bár Michaelt nyugtalanította a fiú temperamentumos viselkedése, az sokkal inkább aggasztotta, hogy miközben egyre jobban süllyed bele az alvilágba, viszonyt folytat Michael lányával. Az apa attól tart, hogy ennek végzetes következményei lehetnek. Így amikor 1980-ban kiderül, hogy Michael ellen merényletet terveznek, ő megteszi Vincentet az új Donnak, mivel neki erre már nincsen ereje. Ennek a feltétele viszont az, hogy békén kell hagynia a lányát, aminek eleget is tesz. Az új Don tehetségesnek mutatkozik: végez az összeesküvőkkel, és megakadályozza a merényletet, de az ellen semmit nem tud tenni, hogy Maryt az egyik összeesküvő halálra ne sebezze.
Az ezután történtek nem tisztázottak. A Keresztapa III. DVD-extrái között ugyan található egy interjú Francis Ford Coppola-val, amiben elmondja, hogy terveztek egy negyedik részt is, amiben Vincent keresztapaságát mutatták volna be. Ebben a sztoriban Vincent, a tehetsége ellenére, mindenféle kétes üzletekbe viszi bele a Corleone családot, aminek a végén végül vele is végeznek. Szintén lettek volna a filmben (amelynek A keresztapa IV. címet adták volna) visszaemlékezések Don Vito Corleone fiatalkorára, valamint az előző filmekre.

### Család
- Vito Corleone – Nagyszülő; játssza Marlon Brando és Robert De Niro.
- Santino 'Sonny' Corleone – Apa; játssza James Caan.
- Costanzia 'Connie' Corleone-Rizzi – Nagynéni; játssza Talia Shire.
- Fredo Corleone – Nagybácsi; játssza John Cazale.
- Tom Hagen – Nagybácsi; játssza Robert Duvall.
- Michael Corleone – Nagybácsi és mentor; játssza Al Pacino.
- Anthony Vito Corleone – Unokatestvér; játssza Anthony Gounaris, James Gounaris, és Franc D'Ambrosio.
- Mary Corleone – Michael lánya, unokatestvér; játssza Sofia Coppola.
- Carmella Corleone – Nagymama ; játssza Morgana King.
- Lucy Mancini – Anya; játssza Jeannie Linero